# Alanis (album)
Pour les articles homonymes, voir Alanis.
Albums de Alanis Morissette
Now Is the Time
Alanis est le premier album d'Alanis Morissette, publié par MCA et sorti seulement au Canada, en avril 1991.

## Titres
Toutes les pistes par Alanis Morissette & Leslie Howe, sauf indication.
1. "Feel Your Love"  – 3:49
2. "Too Hot" – 4:00
3. "Plastic" (Morissette, Howe, Serge Côté) – 3:45
4. "Walk Away" (Morissette, Howe, Louise Reny, Frank Levin) – 4:51
5. "On My Own" (Morissette, Howe, Côté) – 4:08
6. "Superman"  – 4:32
7. "Jealous" (Morissette, Howe, Côté) – 3:54
8. "Human Touch" (Morissette, Reny, Howe, Alanis) – 3:22
9. "Oh Yeah!"  – 3:59
10. "Party Boy"  – 4:20

## Crédits
- Alanis Morissette: Chants
- Serge Côté: Claviers
- Leslie "Bud" Howe: Guitare, claviers additionnel,